# Баржиэла, Жозе Антониу
Жозе́ Анто́ниу Пруде́нсиу Ко́нде Баржиэ́ла (порт. José António Prudéncio Conde Bargiela, 29 октября 1957, Кашкайш, Лиссабон — 2 июня 2005, Каркавелуш), известный как Жозе Антониу — португальский футболист, игравший на позиции центрального защитника. Участник чемпионата мира 1986 года в составе национальной сборной Португалии.

## Клубная карьера
Родился 29 октября 1957 года в городе Кашкайш. Воспитанник футбольной школы лиссабонской «Бенфики», но так и не сыграл ни одной игры в чемпионате за первую команду. В течение 1978—1983 годов защищал цвета клуба «Эшторил-Прая», игравшего в элитном дивизионе.
Летом 1983 года Жозе Антониу подписал контракт с другим лиссабонским клубом «Белененсеш» из второго дивизиона, в котором он оставался в течение следующих двух десятилетий. Уже в первом сезоне клуб занял первое место и заработал повышение в классе, оставаясь в высшем дивизионе вплоть до сезона 1990/1991. Лучшим результатом для клуба стало третье место в сезоне 1987/1988, помимо этого защитник принял участие в восьми матчах еврокубков в 1987—1989 годах: шесть матчей в Кубке УЕФА и два в Кубке обладателей кубков. 28 мая 1989 года в качестве уже бесспорного игрока стартового состава и капитана команды он стал обладателем Кубка Португалии после победы со счётом 2:1 над «Бенфикой».
Жозе Антониу завершил карьеру в 1991 году в возрасте 33 лет, сыграв в 163 матчах за клуб в чемпионате Португалии. В сезоне 1993/1994 он недолгое время был главным тренером «Белененсеша», одним из трёх по ходу сезона, и команда в конечном итоге сумела избежать вылета.

## Карьера в сборной
16 октября 1985 года дебютировал в официальных матчах в составе национальной сборной Португалии в игре отбора на чемпионат мира 1986 года против ФРГ (1:0)
Сборная сумела пробиться на финальный турнир в Мексике, а Жозе Антониу был включён в состав команды. Он появился на поле в стартовом матче против Англии, который также завершился со счётом 1:0. Однако команду сотрясла череда скандалов, и Португалия покинула турнир уже на стадии группового этапа. Матч с Англией стал для Жозе Антониу третьим и последним в сборной, он больше никогда не вызывался в национальную команду.

## Смерть
2 июня 2005 года Жозе Антониу играл с друзьями в Каркавелуше, но почувствовал недомогание всего через несколько минут после начала игры. Уже покинув поле, он внезапно упал и умер; все попытки реанимации оказались тщетными.

## Достижения
Белененсеш
- Кубок Португалии: 1988/1989[4]